# Anisopappus burundiensis
Anisopappus burundiensis es una especie de planta floral perteneciente al género Anisopappus, categorizada en la tribu Athroismeae, de la subfamilia Asteroideae. Fue descrita por Lisowski.
Fue publicada en Bull. Jard. Bot. Natl. Belg. 58: 259 (1988). Especie nativa de Burundi que crece en el bioma tropical.